# Betty Holtrop-van Gelder

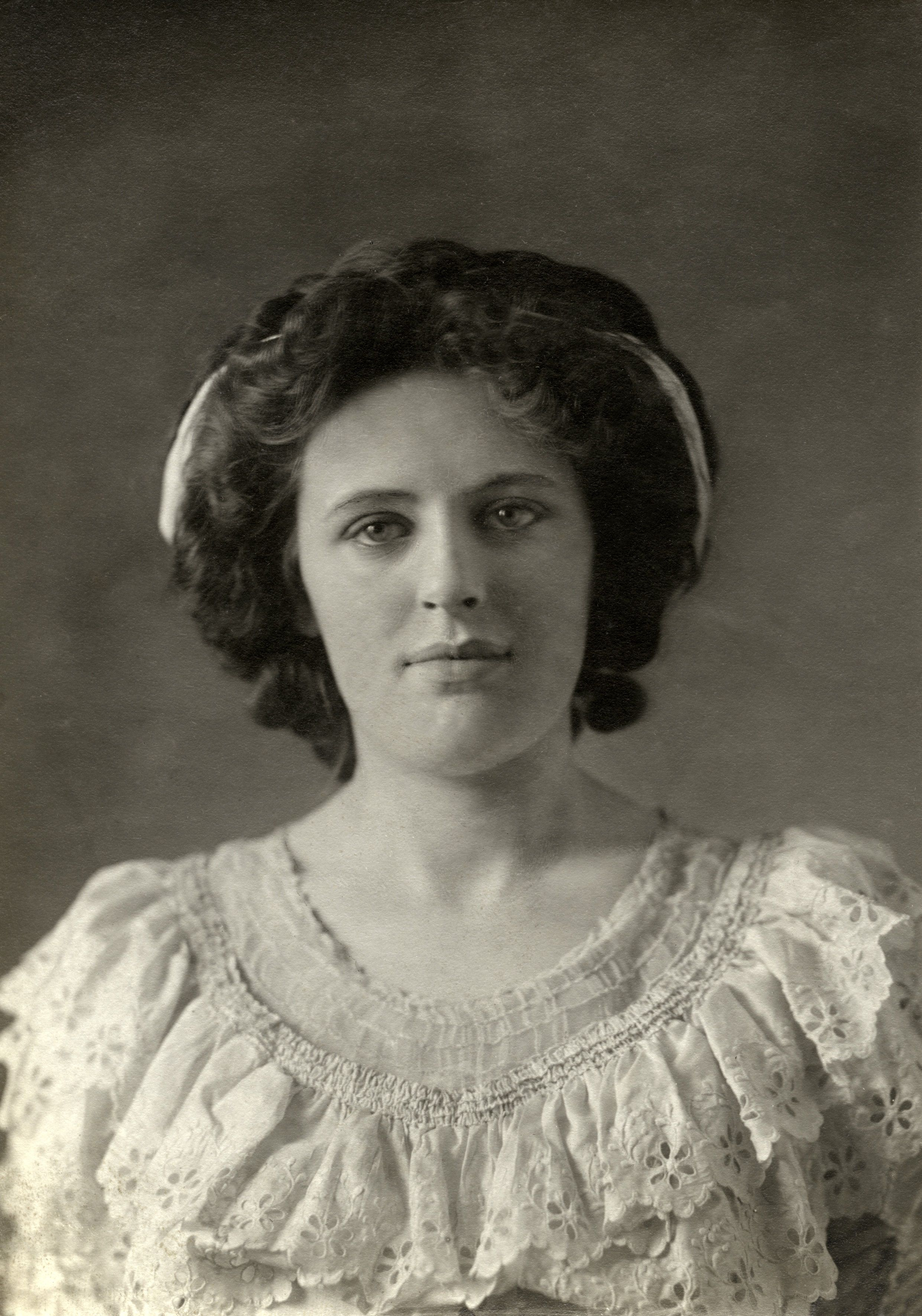
Betty Holtrop-van Gelder, 1910

Elisabeth Jacoba Philippine Beatrix Holtrop-van Gelder (* 16. Dezember 1866 in Amsterdam; † 20. Oktober 1962 in Haarlem) war eine niederländische Schauspielerin.

## Leben

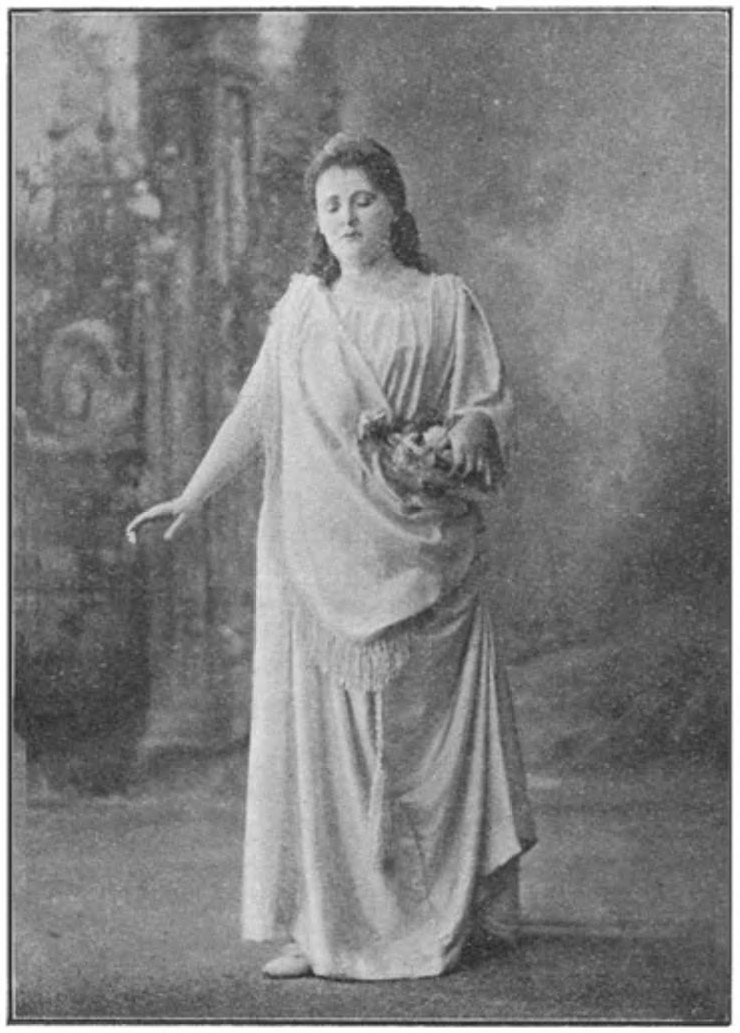
Betty Holtrop-van Gelder als die Blinde in Jolante, 1899

Betty Holtrop-van Gelder wurde am 16. Dezember 1866 in Amsterdam geboren. Ihr Vater starb früh und ihre Mutter zog die Kinder alleine auf. Sie befürwortete auch den Besuch der Amsterdamer Theaterschule an der Stadsschouwburg Amsterdam. Dort gab es nicht nur Schauspielunterricht, sondern eine umfassende Grundschulbildung. Betty van Gelder war Schülerin von Maria Kleine-Gartman, Christine Stoetz und Antoine Jean Le Gras. Dort lernte sie einen Spielstil, der sehr an der Realität und Vernunft angelehnt war. Im Gegensatz zur alten Tradition, bei der wogende Klänge, große Töne und große Gesten den Vorzug hatten. Wichtig war ihnen auch die niederländische Sprache als Träger des Nationalbewusstseins zu fördern. Sie erhielt 1886 ihr Abschlussdiplom. Anschließend trat sie von 1886 bis 1888 im Grand Théâtre Van Lier und von 1888 bis 1889 im Salon des Variétés auf. Sie heiratete 1887 den Schauspieler Jan Arend Holtrop (1862–1917).

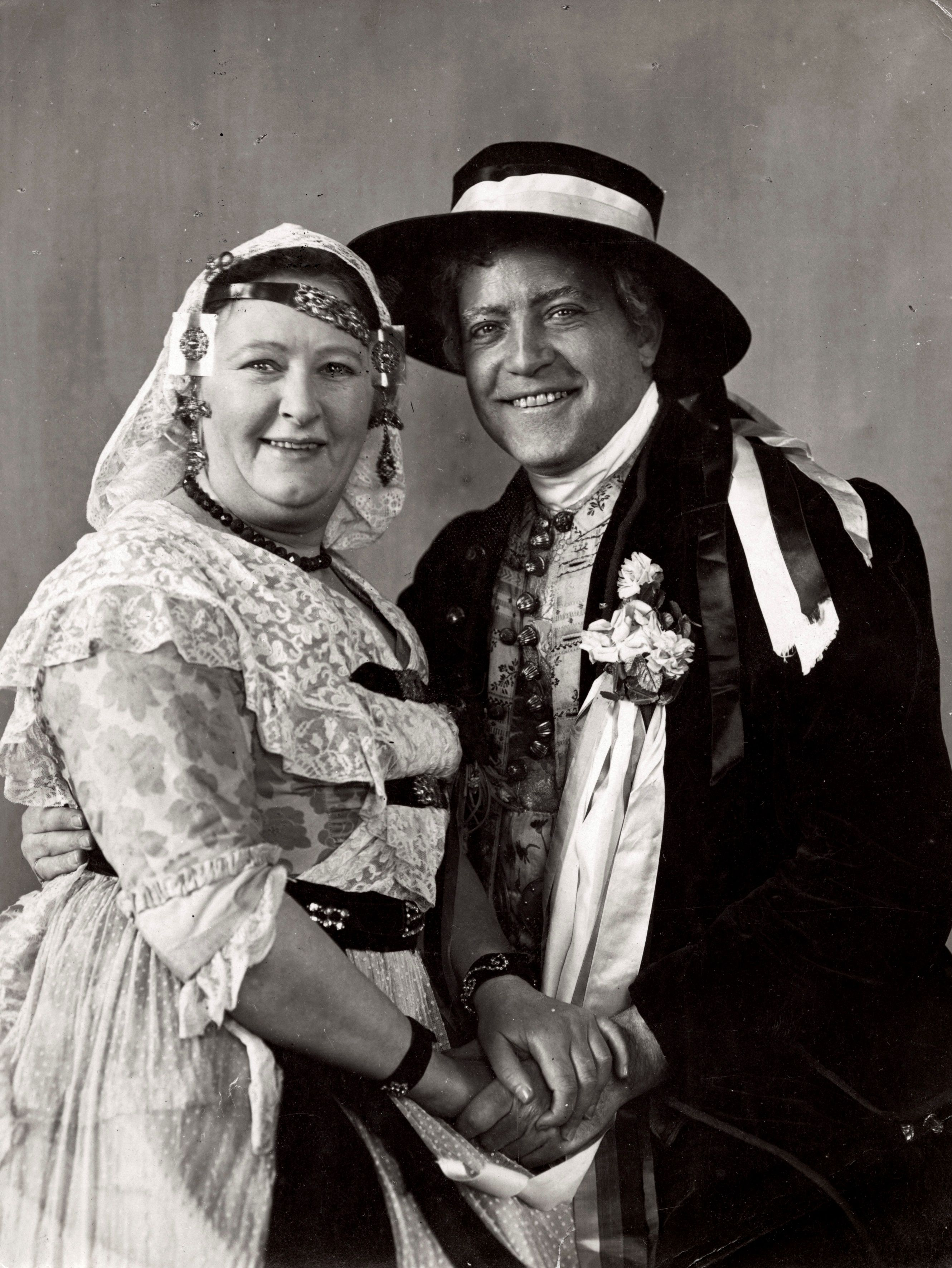
Betty Holtrop-van Gelder und Louis Gimberg, 1918

Im Jahr 1889 bekam sie ein Engagement bei der Koninklijke Vereeniging Het Nederlandsch Tooneel. Diese auf Betreiben des Tooneelverbond gegründete Kompanie spielte in der Stadsschouwburg in Amsterdam und im Königlichen Theater in Den Haag und galt viele Jahre lang als die erste Kompanie des Landes. Sie arbeitete hier 31 Jahre lang als eine der Besten unter den Ersten Schauspielerinnen. Sie ist untrennbar mit der Reihe der Shakespeare-Aufführungen der Royal Society verbunden und auch im weiteren klassischen Repertoire spielte sie eine aktive Rolle: Sophokles, Vondel, Molière, Sheridan, Schiller usw. Ihre Flexibilität ermöglichte ihr auch die Aufführung der damaligen Zeit moderne Werke von Ibsen, Hauptmann und Shaw gegenüber der Öffentlichkeit zu verteidigen. Die Rolle, die ihr am besten passte, war die der sanften, weiblichen Frau. Sie war keine Femme Fatale, keine leidenschaftliche Tragédienne wie ihr großartiger Kollege Theo Mann-Bouwmeester.
Bei der Eröffnung des neuen Stadttheaters im Jahr 1894 hatte sie die Ehre eine Hauptrolle zu spielen. Sie spielte die Jolanthe in einer Übersetzung von „König Renés Tochter“ von Henrik Hertz. Als das Ensemble 1901 ein Gastspiel des Kaufmann von Venedig an der Pariser Comédie-Française gab, stand sie als Portia neben Louis Bouwmeesters Shylock auf der Bühne. Anlässlich ihres Silberjubiläums im Jahr 1912 wurde sie sehr geehrt.
Zum Mitglied der Maatschappij der Nederlandse Letterkunde wurde sie 1920 ernannt. Diese Ehre wurde nicht jedem Schauspieler oder jeder Schauspielerin zuteil. Sie erhielt diese Ehre, da sie das schönste Niederländisch sprach.
Neben ihrer Arbeit als Schauspielerin war sie auch als Dozentin tätig. Einige Jahre nachdem sie die Theaterschule mit einem Diplom verlassen hatte, kehrte sie als Lehrerin zurück. Sie bildete zwischen 1890 und 1917 junge Menschen aus, zu denen Ko van Dijk senior, Rika Hopper, Emma Morel, Fie Carelsen und Charlotte Köhler gehörten. Auch am Amsterdamer Konservatorium war sie von 1904 bis 1817 als Lehrerin für darstellende Kunst tätig. Sie veröffentlichte 1899 als Broschüre den Vortrag „De Vrouw aan het Tooneel“, in dem sie über die Beziehung zwischen Schauspieler und Publikum und über die Notwendigkeit der künstlerischen Bildung von Schulkindern sprach, über die Moral an den Theatern und über die zwingende Voraussetzung einer Berufsausbildung für zukünftige Schauspieler, die nicht mit der allgemeinen Schule enden dürfe.
Sie zog sich im Alter von 54 Jahren aus dem aktiven Theaterleben zurück. Sie gab weiterhin Vortragsabende, spielte noch gelegentlich Gastrollen, dies tat sie lange bei guter Gesundheit. Betty Holtrop-van Gelder starb am 20. Oktober 1962 in Haarlem.